# Тимбер Хилс (Пенсилванија)
Тимбер Хилс (енгл. Timber Hills) насељено је место без административног статуса у америчкој савезној држави Пенсилванија.

## Демографија
По попису из 2010. године број становника је 360, што је 31 (9,4%) становника више него 2000. године.
| Група             | 2000.       | 2010.       |
| Белци             | 325 (98,8%) | 353 (98,1%) |
| Афроамериканци    | 0 (0,0%)    | 0 (0,0%)    |
| Азијати           | 1 (0,3%)    | 0 (0,0%)    |
| Хиспаноамериканци | 2 (0,6%)    | 7 (1,9%)    |
| Укупно            | 329         | 360         |